# Antoine Darquier de Pellepoix
Antoine Darquier de Pellepoix (Toulouse, 1718. november 23. – Toulouse, 1802. január 18.) francia csillagász.

## Életrajza

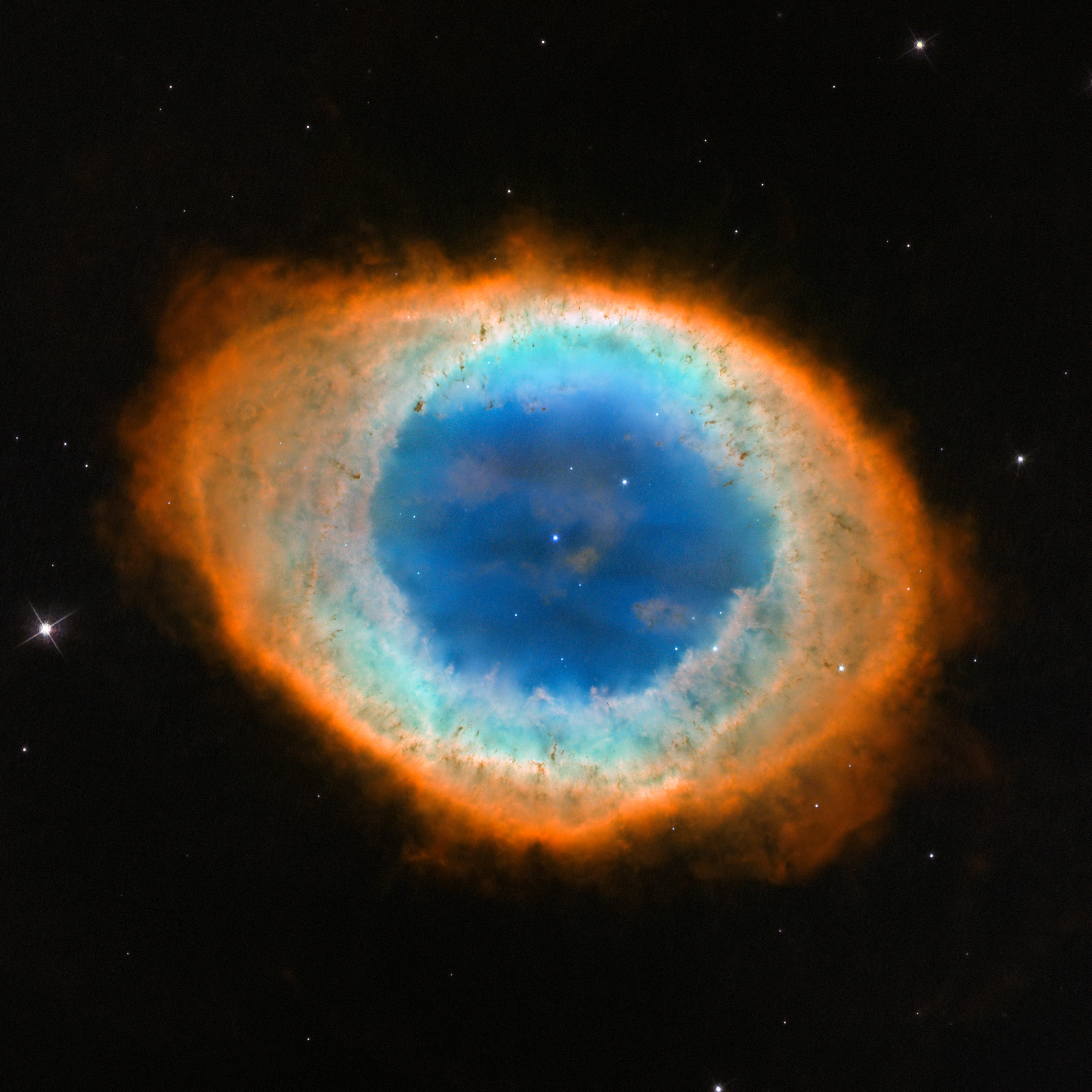
A Gyűrűs-köd (Messier 57)

Antoine Darquier de Pellepoix 1718. november 23-án született a franciaországi Toulouse-ban.
1761-ben ő fordította le németből Johann Heinrich Lambert Cosmologische Briefe (Kozmológiai levelek) című munkáját. 1779. január 29-én ő fedezte fel a Gyűrűs-ködöt, miközben egy üstökös mozgását figyelte. Charles Messier még abban az évben katalogizálta is M57 néven.
Darquier élesen elhatárolt, halvány, korong alakú, a Jupiter bolygóhoz hasonlónak írta le a gyűrűs ködöt, William Herschel ennek nyomán nevezte el később az ilyen objektumokat planetáris ködöknek.
1781-ben Darquier is az újonnan felfedezett Uránusz bolygó korai megfigyelői között volt.
1791 és 1798 között egy kiterjedt katalógust hozott létre a csillagok pozícióról, katalógusában közel 50 000 csillag szerepelt.
Darquier Toulouse-ban, 83 éves korában halt meg, 1802. január 18-án.